# Bosön (idrottsanläggning)

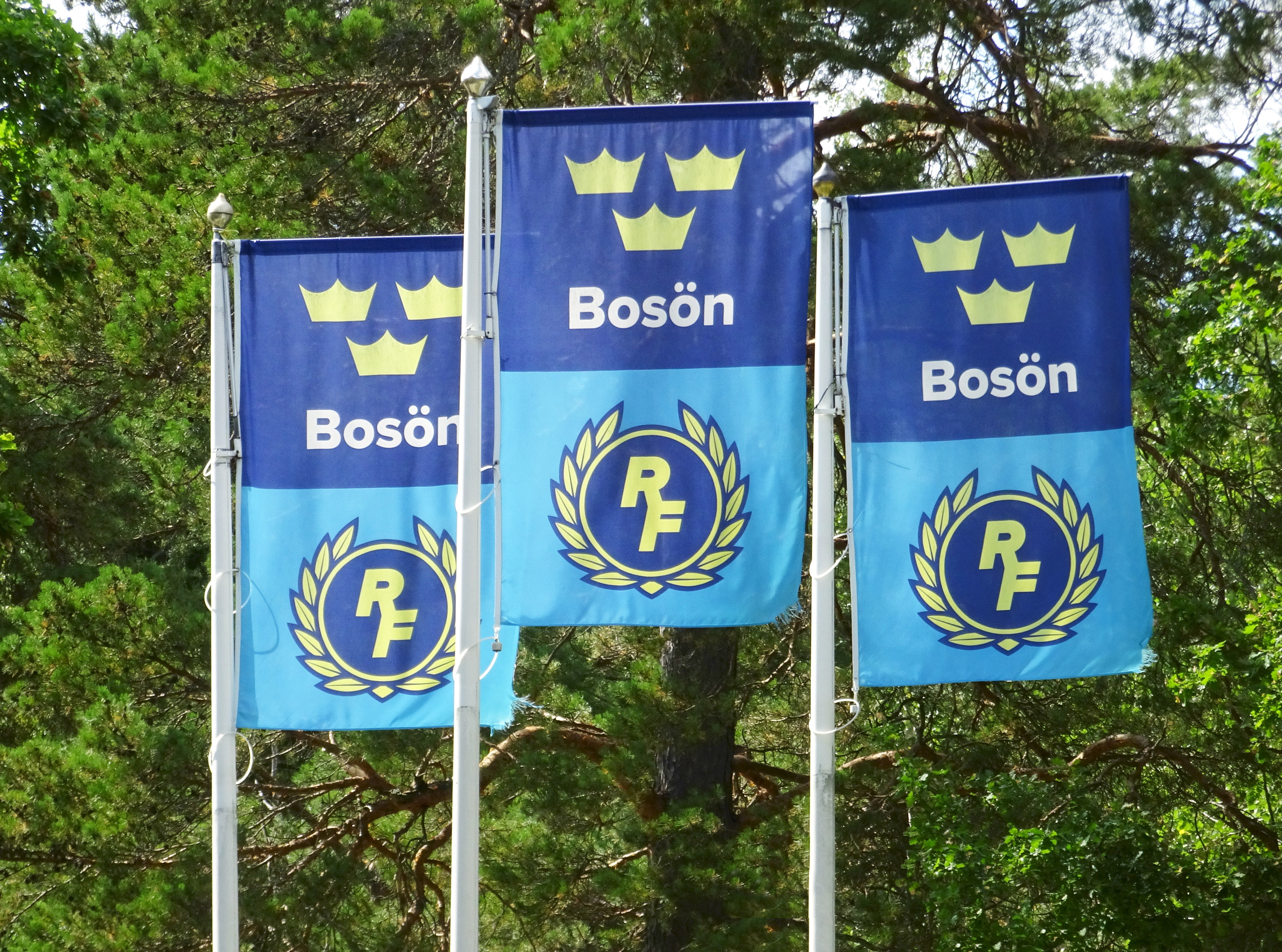
Bosön, Riksidrottsförbundets utvecklingscentrum, 2021.

Bosön eller Riksidrottsförbundets utvecklingscentrum (tidigare Idrottsinstitutet) är en av Riksidrottsförbundet ägd idrotts- och utbildningsanläggning på Bosön i kommundelen Rudboda i Lidingö kommun, Stockholms län. Verksamheten på Bosön startades 1939 och omfattar 2021 ett 20-tal byggnader och anläggningar, bland dem flera idrottshallar, idrottsplaner, konferensanläggningar, restauranger, hotell och studentcampus.

## Historik

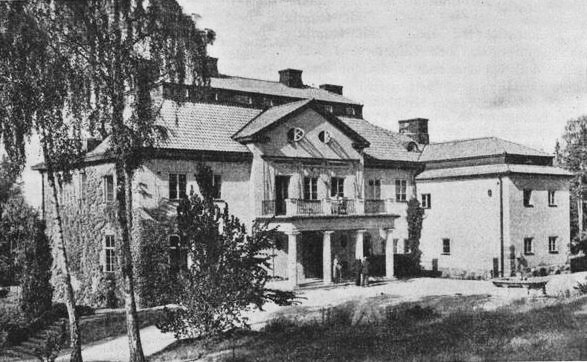
Villa Paulsro på 1940-talet.

Riksidrottsförbundets Idrottsplatskommitté tillsattes 1928 och hade till uppgift att granska och avge förslag i anslagsärenden, som avsåg idrottsanläggningar av skilda slag samt att bistå föreningar och kommuner. Upprättandet av ett idrottsinstitut föreslogs redan 1930 av majoren och idrottsmannen Einar Råberg. Förverkligandet dröjde dock tills bättre ekonomiska förutsättningar skapades. Institutets stadgar fastställdes 1938 av Kungl. Maj:t. 
Samma år inköptes med statsmedel egendomen Sotudden omfattande 67 000 kvadratmeter och belägen på Bosön på norra Lidingö. Där övertog man Villa Paulsro (sedermera kallad "Mästarvillan") och samtliga befintliga byggnader. Namnet Mästarvillan kommer av att de olika lokalerna i huset är namngivna efter idrottskvinnor och -män som har mottagit Svenska Dagbladets bragdmedalj. Egendomen tillsammans med Paulsro ägdes av affärsmannen Paul U. Bergströms och var hans bostad fram till hans död 1938. Idrottsverksamheten kom igång året därpå. Den första kursen hölls på Bosön 1939, det var en cykelkurs för tränare och aktiva med 27 deltagare.

## Dagens anläggning växer fram

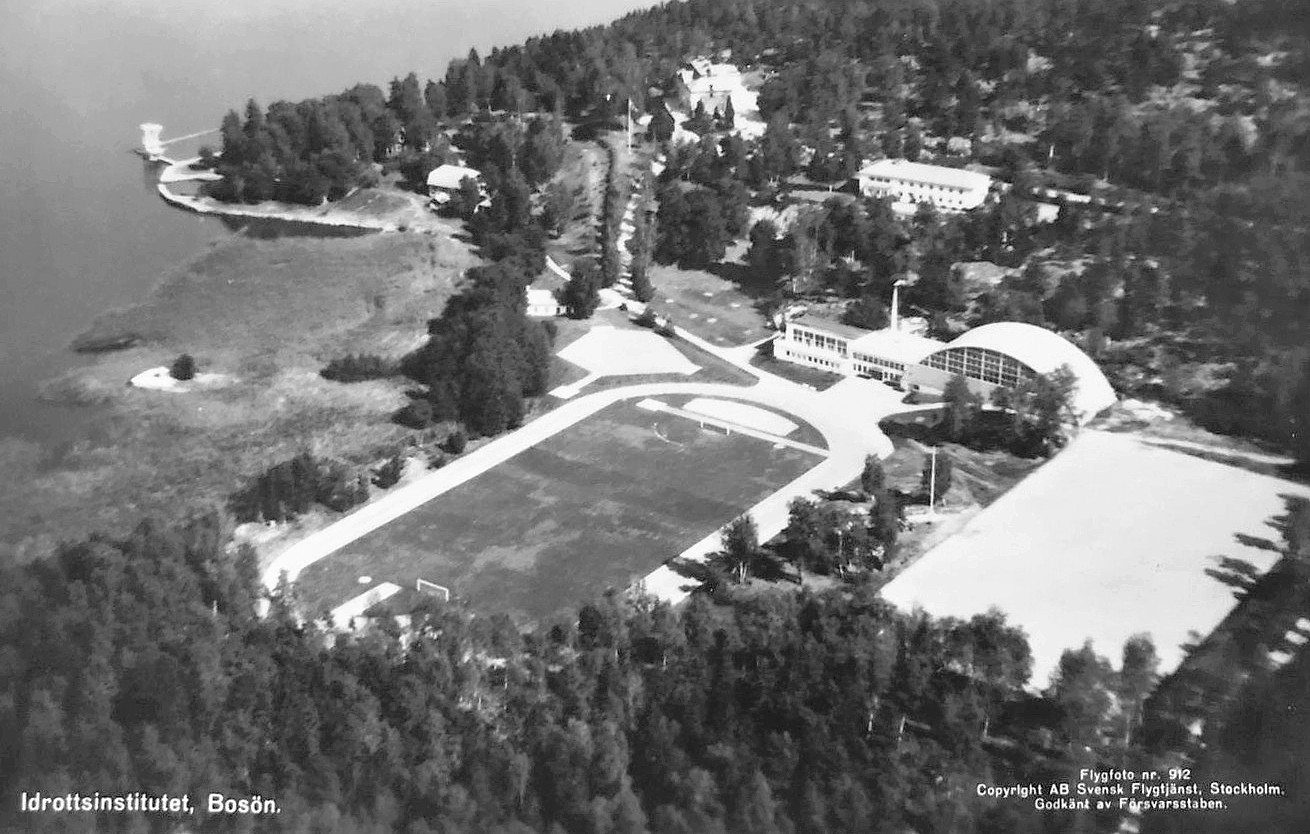
Anläggningen på 1950-talet.

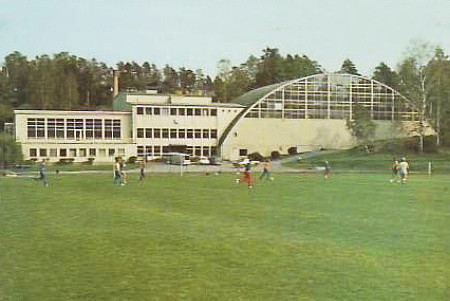
Idrottshuset på 1950-talet.

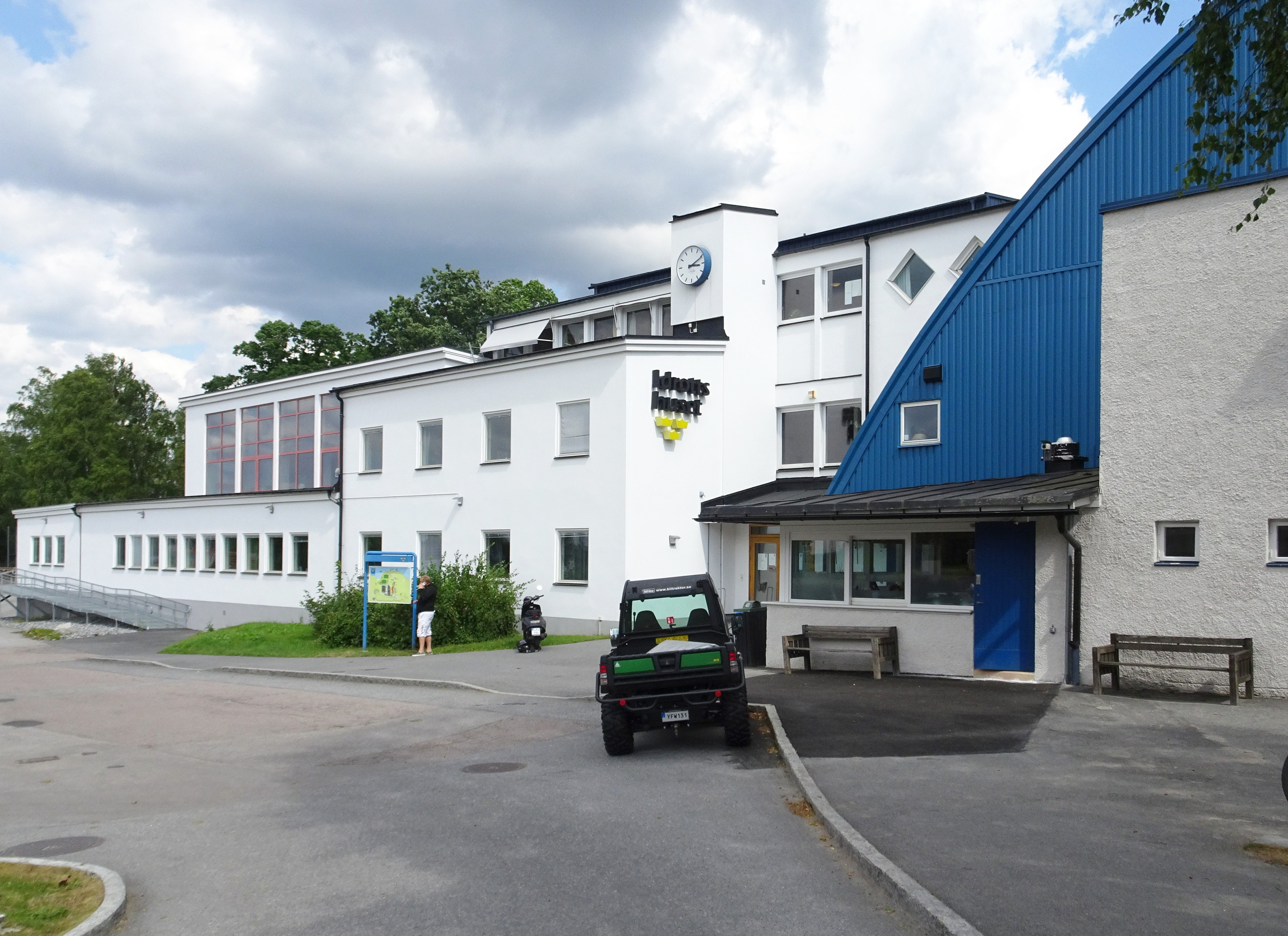
Idrottshuset 2021.

I juli 1944 invigdes idrottsanläggningen officiellt av dåvarande kronprins Gustaf Adolf (sedermera kung Gustaf VI Adolf). År 1945, direkt efter andra världskriget uppfördes de första verksamhetsanpassade byggnaderna strax söder om Mästervillan. Man byggde tennis- och träningsplaner och en idrottspoliklinik för rådgivning, hälsokontroller och tester. Under 1940-talets andra hälft tillkom Idrottshuset med boll- och simhall byggd efter ritningar av arkitekt Rolf Hagstrand i stram funktionalistisk stil. De stora glasytorna i den välvda hallen är numera igensatta. 
Världsmästerskapet i fotboll 1958 arrangerades av Sverige, och Bosön användes som förläggning åt de blivande världsmästarna Brasilien. Den då okände fotbollsspelaren Pelé var med i truppen och bodde på Bosön. 1961 bildades Bosön idrottsfolkhögskola som har sina lokaler i Olympiahuset. År 1978 blev folkhögskolan en självständig enhet.
I samband med idrottsutredningen ”Idrott åt alla” 1970 renoverades fastigheterna och skolhuset, dagens "Olympiahus", uppfördes (tillbyggt 1995 med stor matsal). "Rektorsvillan", en äldre byggnad från Paul U. Bergströms tid, gjordes i ordning för skolans rektor. Därefter utökades Bosöns utomhusanläggningar genom utfyllnader av viken och Idrottshuset förlängdes med en friidrottshall. 
När Riksidrottsförbundet under början av 1990-talet lämnade sitt engagemang i Vålådalen och Lillsved för att satsa ytterligare på Bosön fick "Mästarvillan" en rejäl upprustning till modern konferensanläggning med restaurang. Hotelldelarna (Liraran, Lyftaren och Löparen) byggdes och sträcker sig längs med Bosövägens östra sida. Bebyggelsen avslutas i norr med Rektorsvillan som idag inhyser kombinerad matsal och konferenslokal.
År 1999 byggdes Bosöns studentcampus på området väster om "Vinnarhallen". Här ligger åtta stjärnformig anordnade längor med totalt 76 studentlägenheter ritade av Brunnberg & Forshed arkitektkontor. ”Husen ska stå rakt ner i blåbärsriset!” sade arkitekten när de första skisserna gjordes. Målet var att skona den befintliga vegetationen, husen skulle infogas på ett naturligt sätt i sin miljö. De är byggda av trä i två våningar och med loftgångar, fasaderna är bruntjärade. Varje enhet fick ett eget namn som "Bollen", "Bågen", "Båten", "Hjälmen", "Kubban" och "Skidan". Till bebyggelsen hör även en gemensam tvättstuga kallad "Kompassen". Dessa hus var prototyper för hur boendet i Olympiska byn skulle ha sett ut under Olympiska sommarspelen 2004, som Stockholm sökte men inte fick. 
År 2006 tillkom "Vinnarhallen" (tidigare benämnd Multihallen) väster om "Idrottshuset". Hallen har en av Stockholms fullstora konstgräsplaner inomhus och används för en stor mängd idrotter och aktiviteter. Till Riksidrottsförbundets utvecklingscentrum hör även två stora idrottsplaner, belägna mellan Vinnarhallen och stranden. Vid vattnet står två backhoppningstorn kallade Vattenhoppet. I terrängen söder om anläggningen finns flera markerade löparbanor med längder om 2,7 km, 5 km, 7 km och 10 km, dessutom två elljusspår om 1,2 km och 1 km.

## Framtidsplaner
År 2016 började arbeten med att tydliggöra Bosöns bidrag till Svensk idrotts strategi 2025. Projektet innebär att Riksidrottsstyrelsen fattar beslut om en satsning på fyra viktiga verksamheter: Utbildning, Träning och tester, Idrottsmedicin samt Hotell och konferens. Alla dessa aktiviteter  skall samlas i Bosöns idrottsanläggning. Utöver att tillgodose medlemmarnas krav och behov skall all verksamhet öppnas upp även för andra målgrupper.

### Nutida bilder

Bebyggelsen
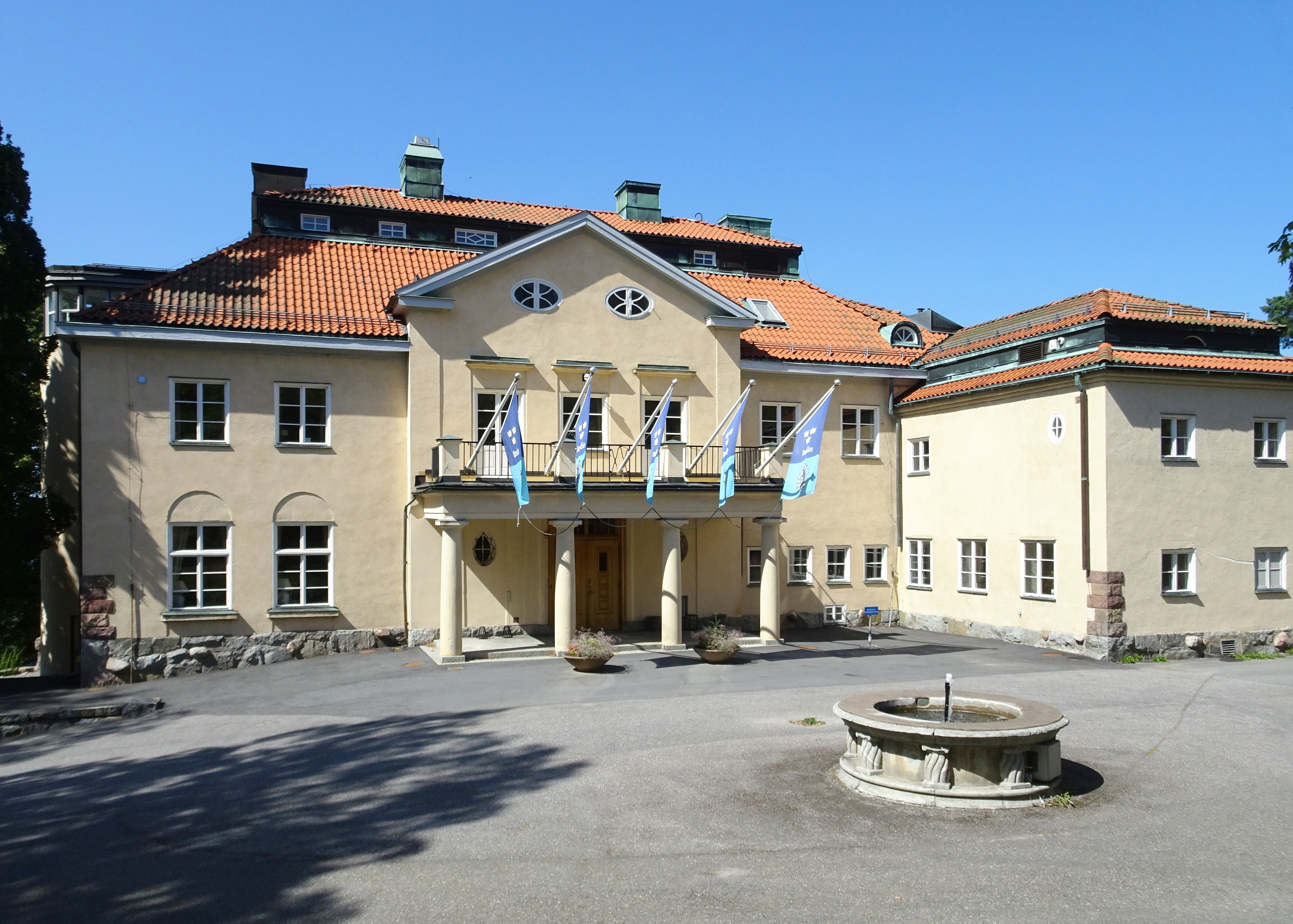
Villa Paulsro.
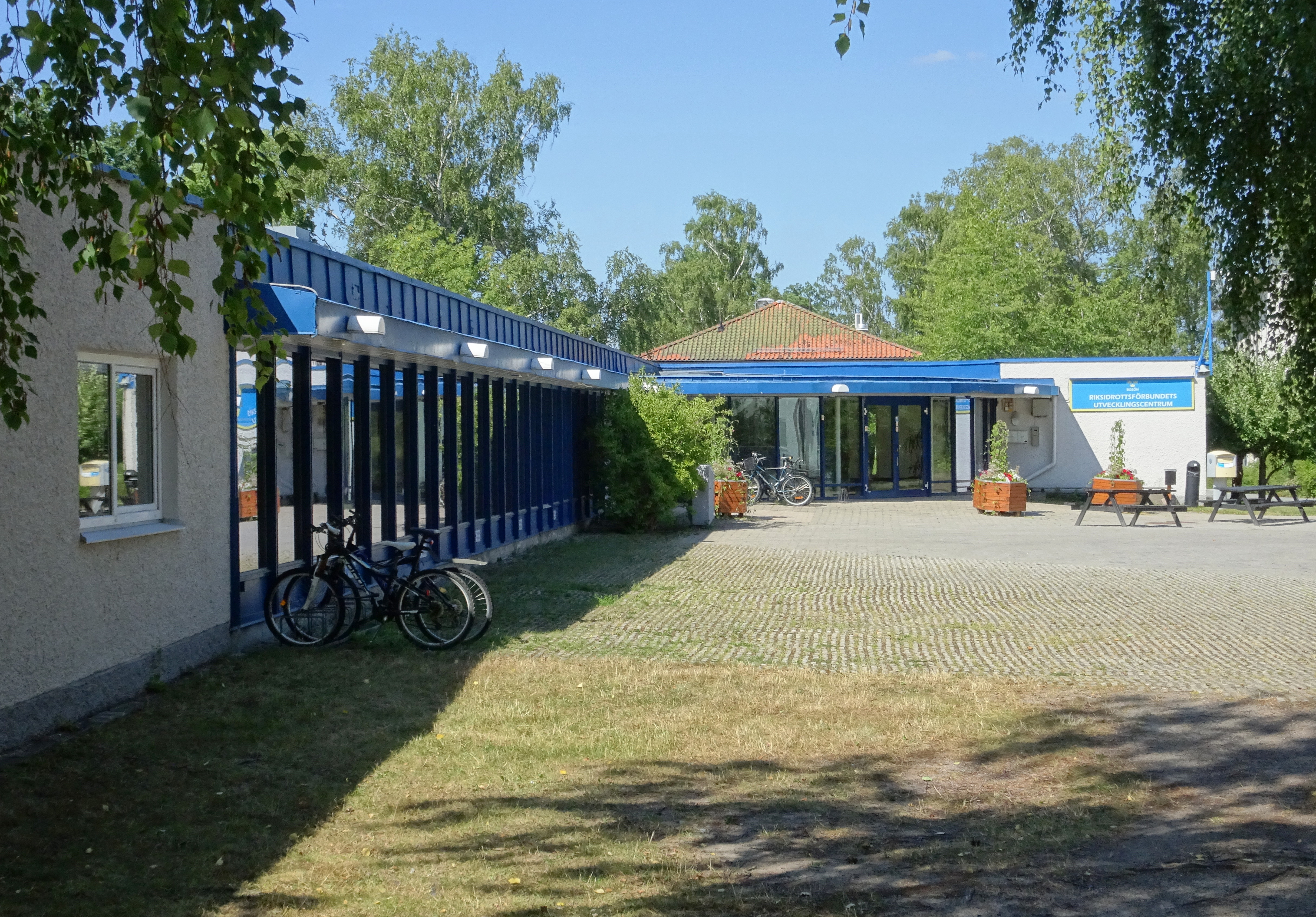
Olympiahuset.
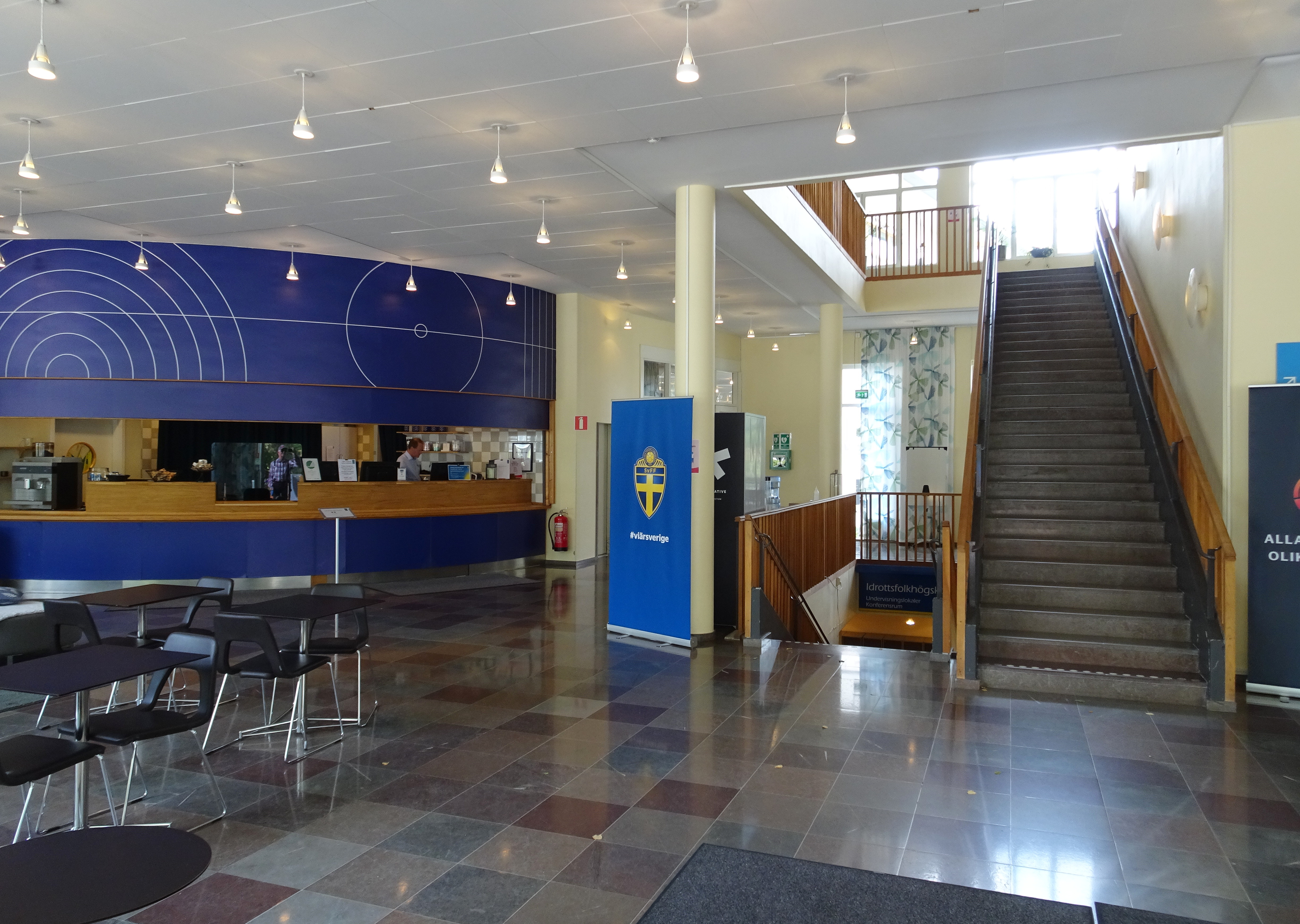
Olympiahuset, entréhall.
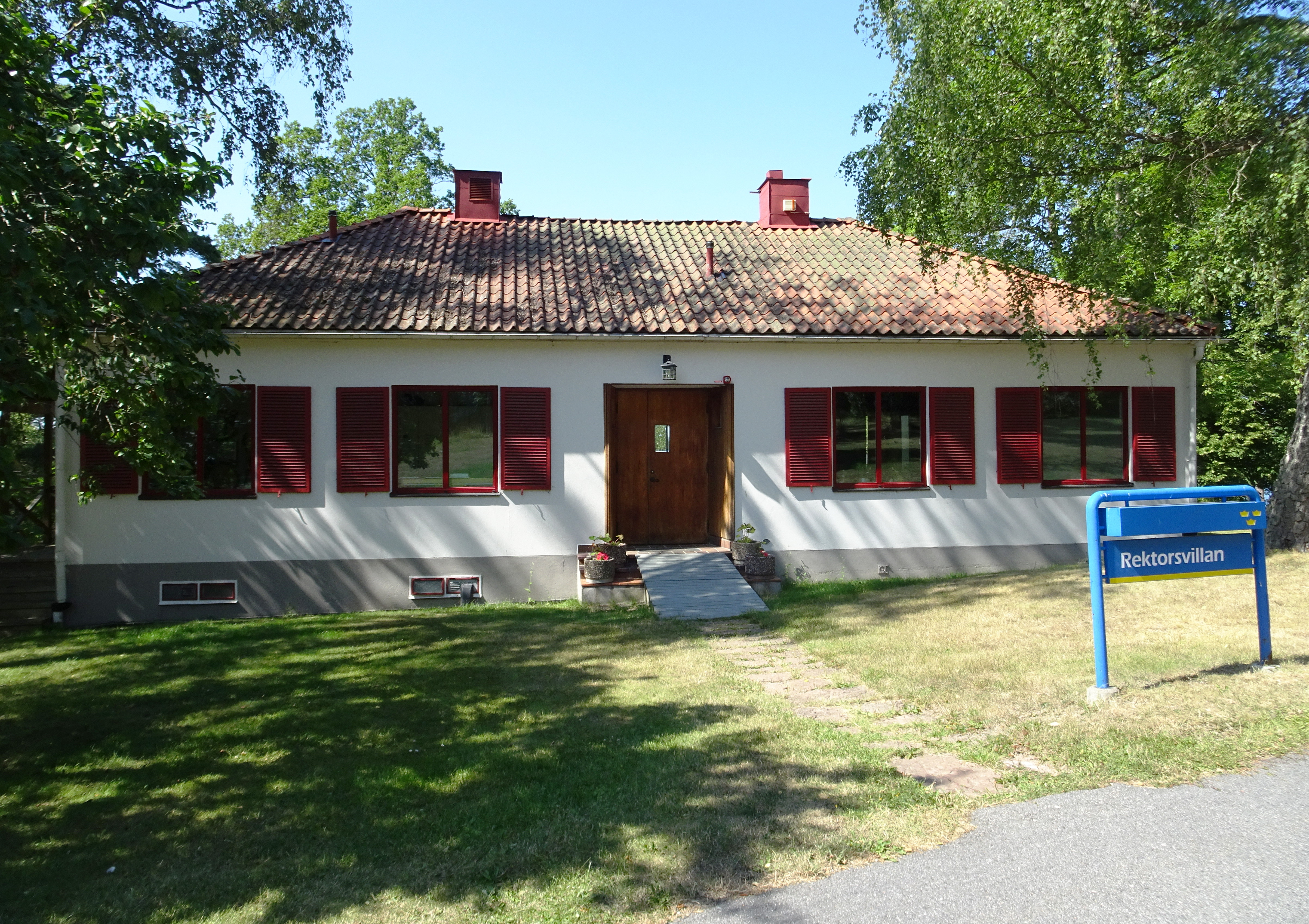
Rektorsvillan.
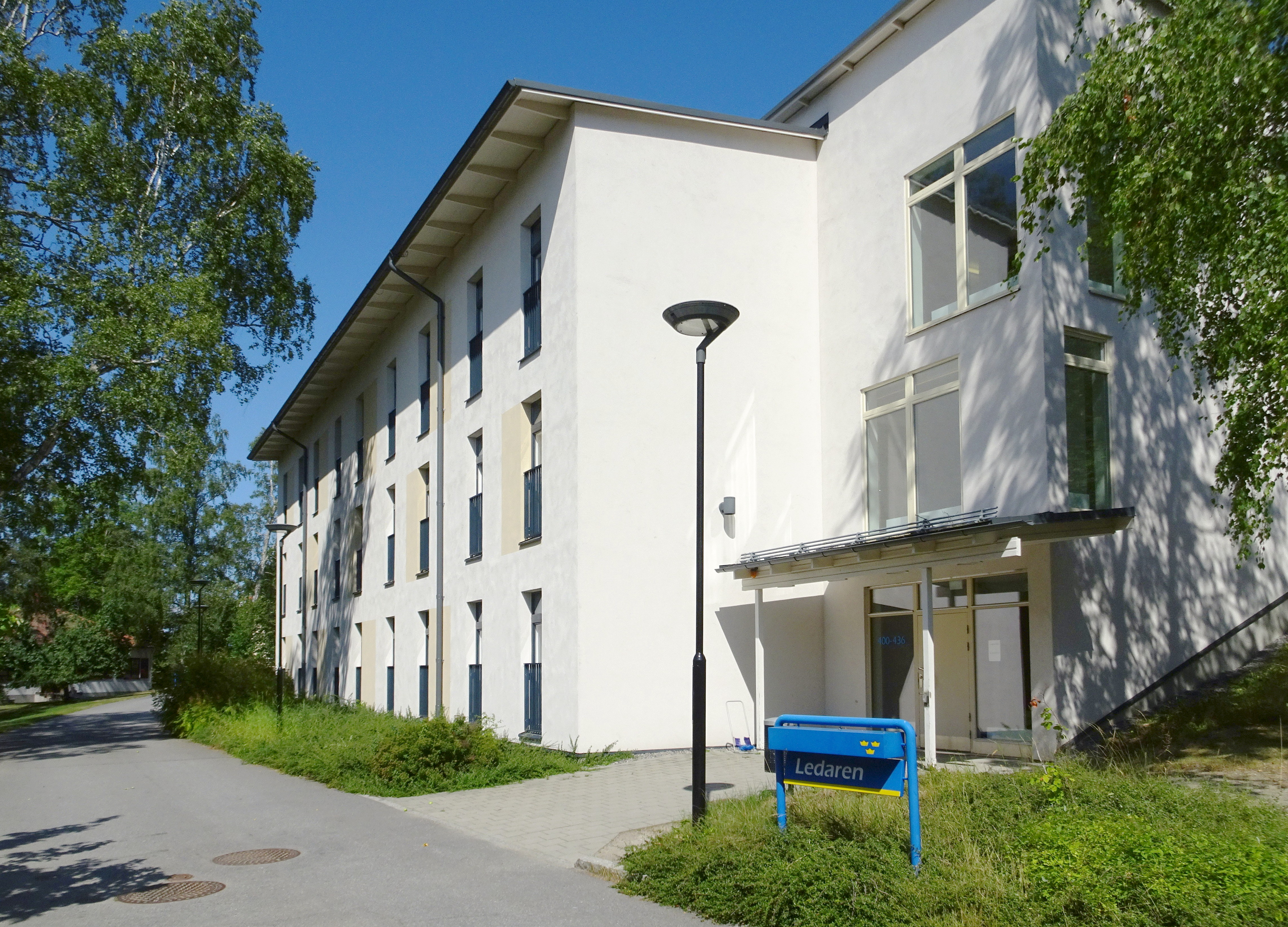
Ledaren.

Bebyggelsen
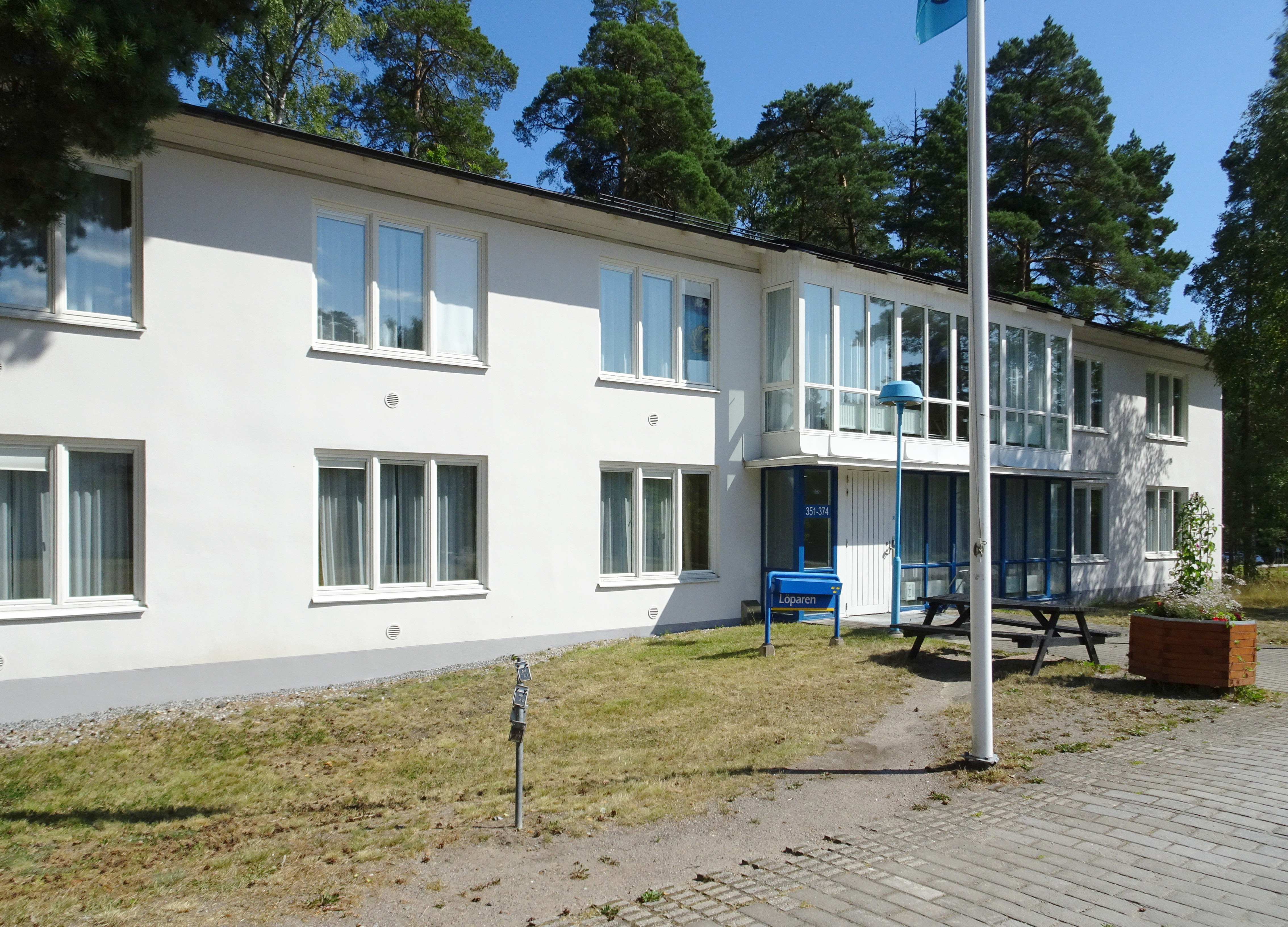
Löparen.
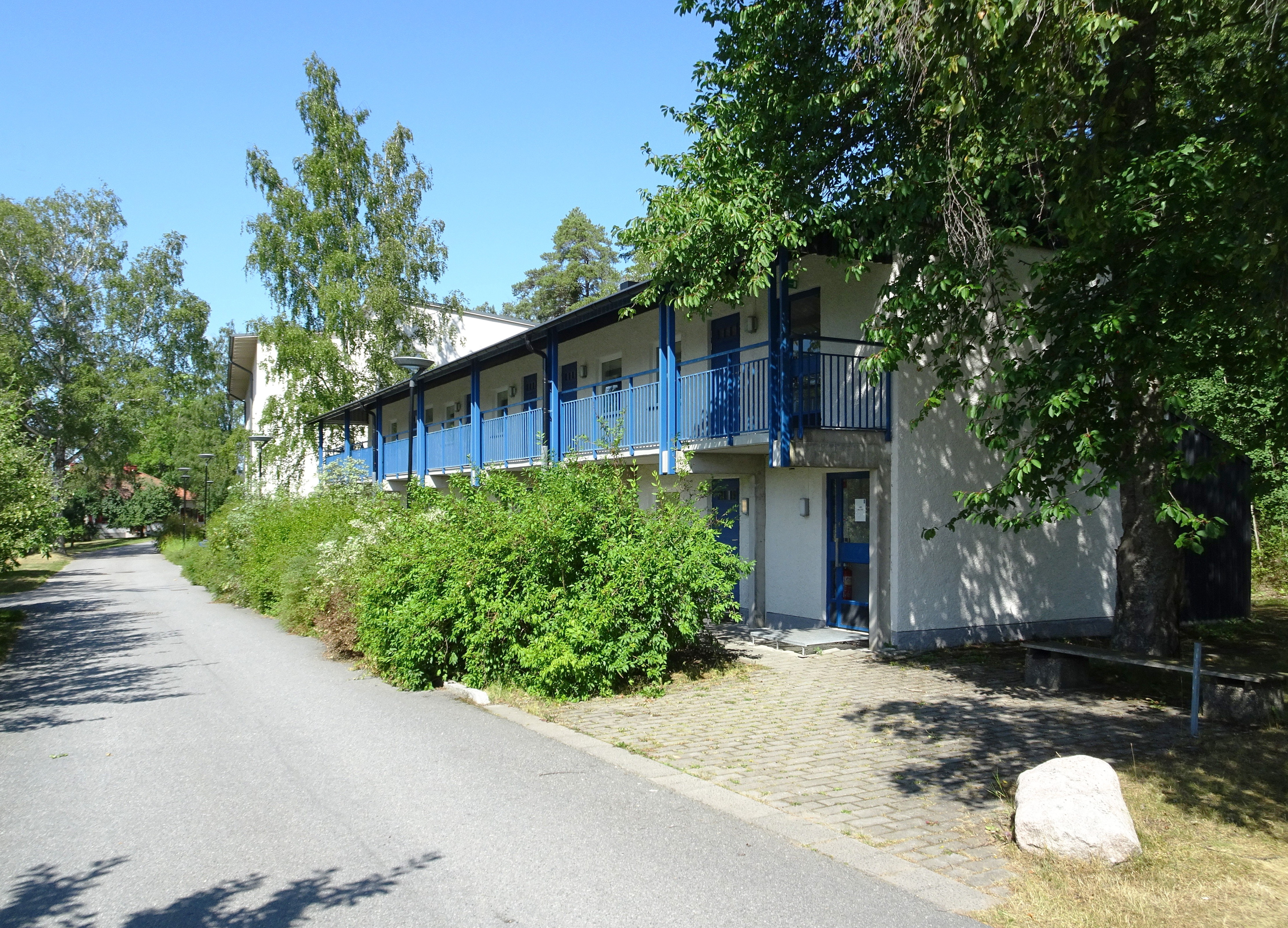
Legenden.
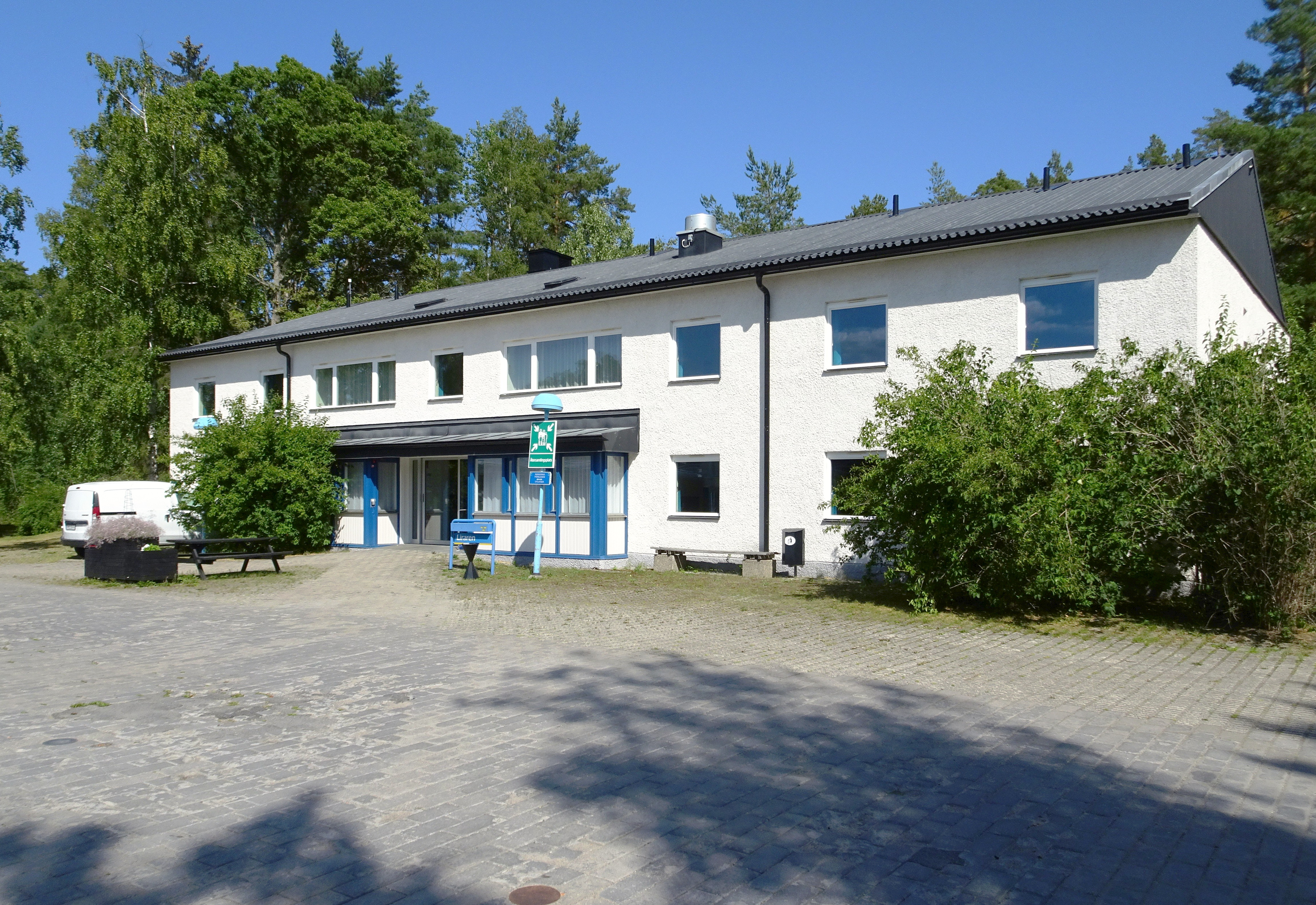
Liraren.
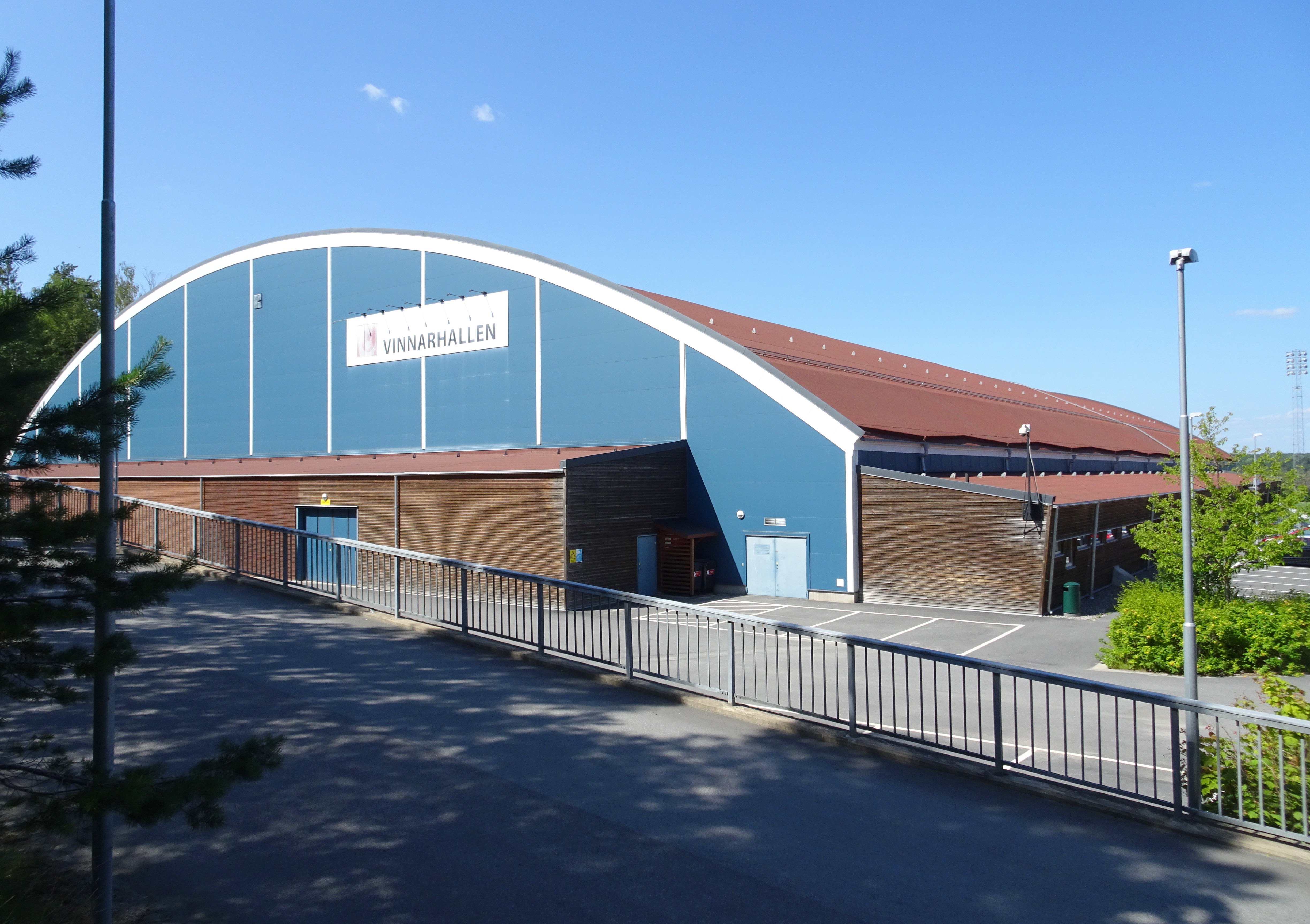
Vinnarhallen.
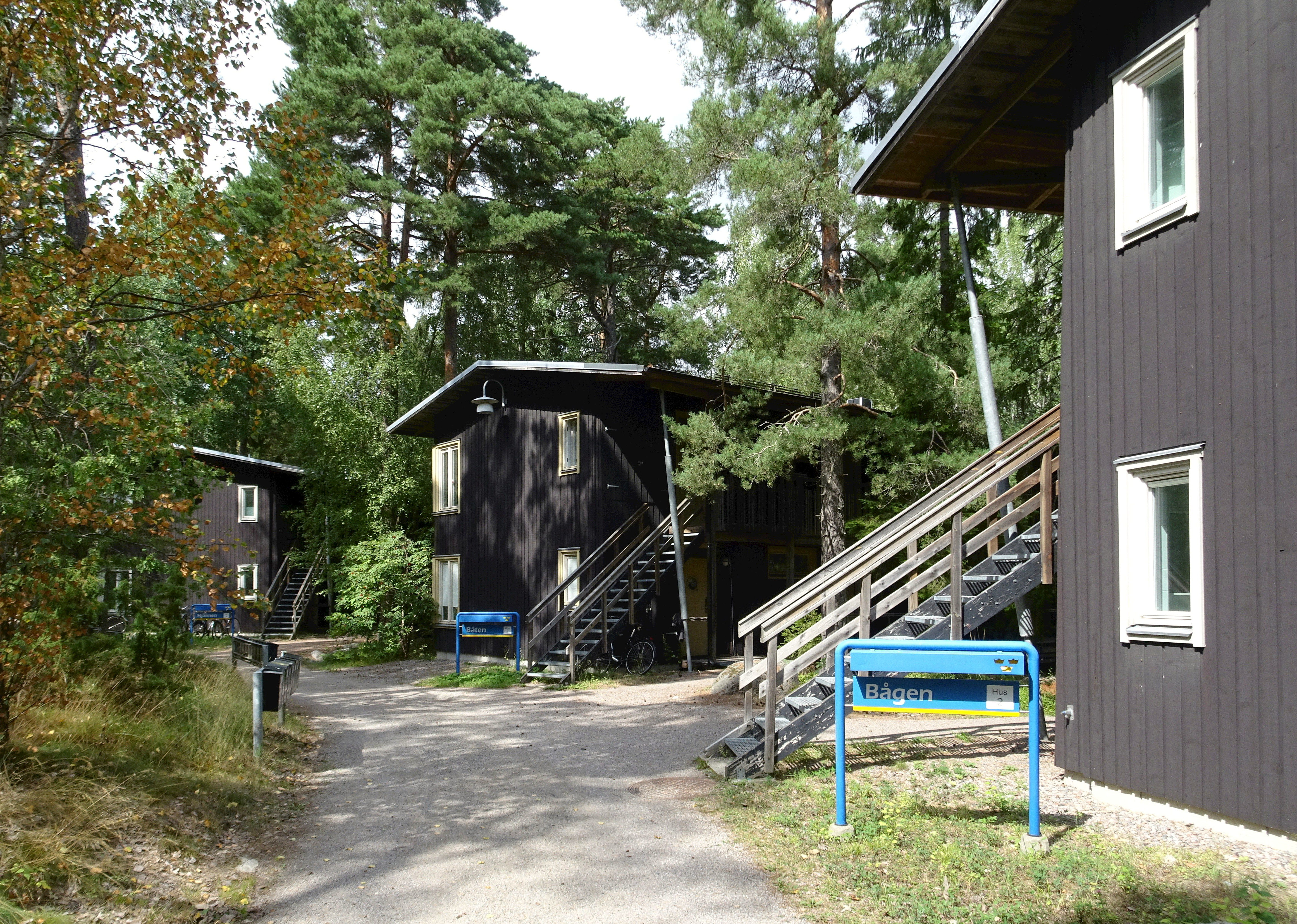
Bosöns studentcampus.

Omgivningen
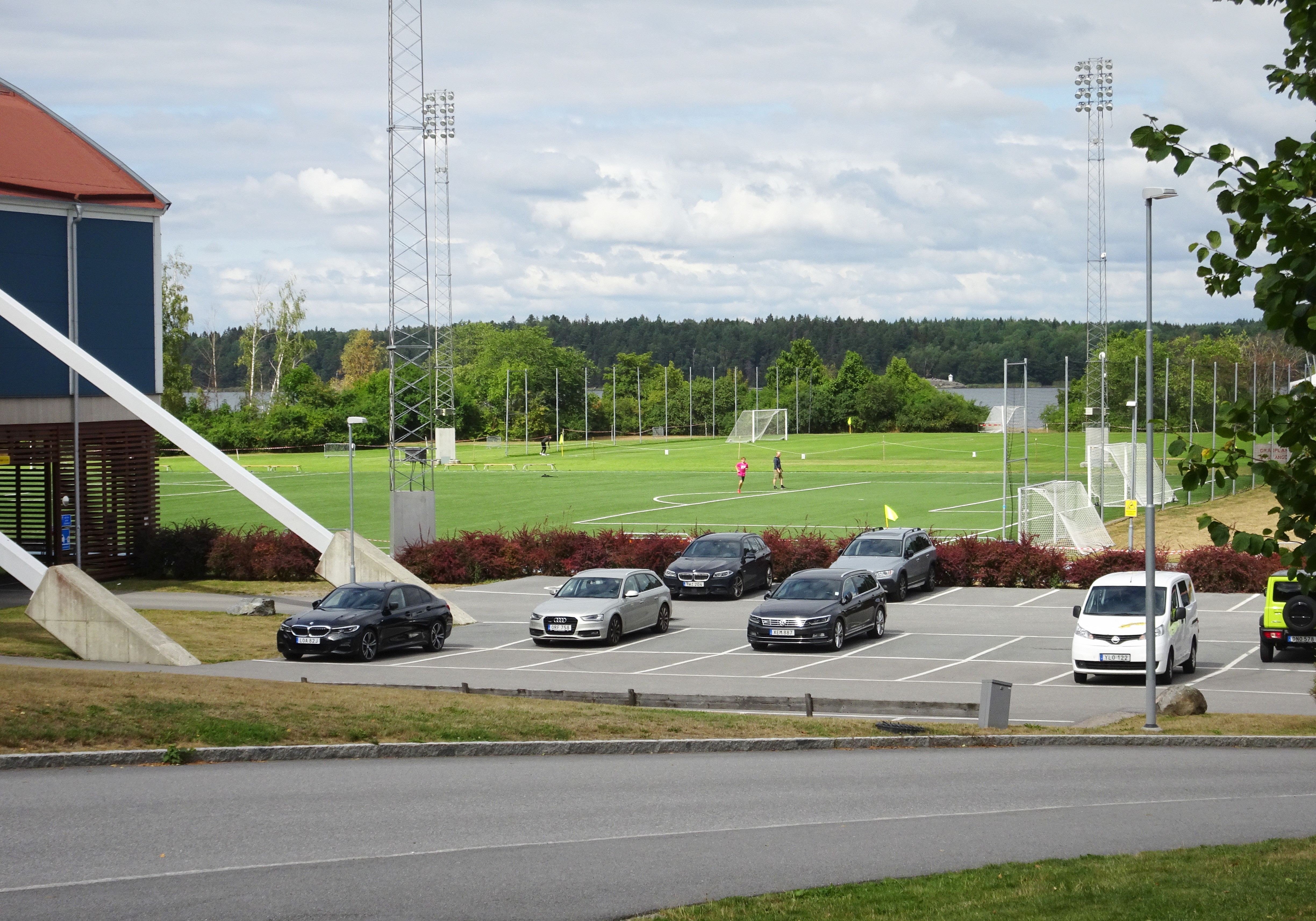
Idrottsplatser, gräs och konstgräs.
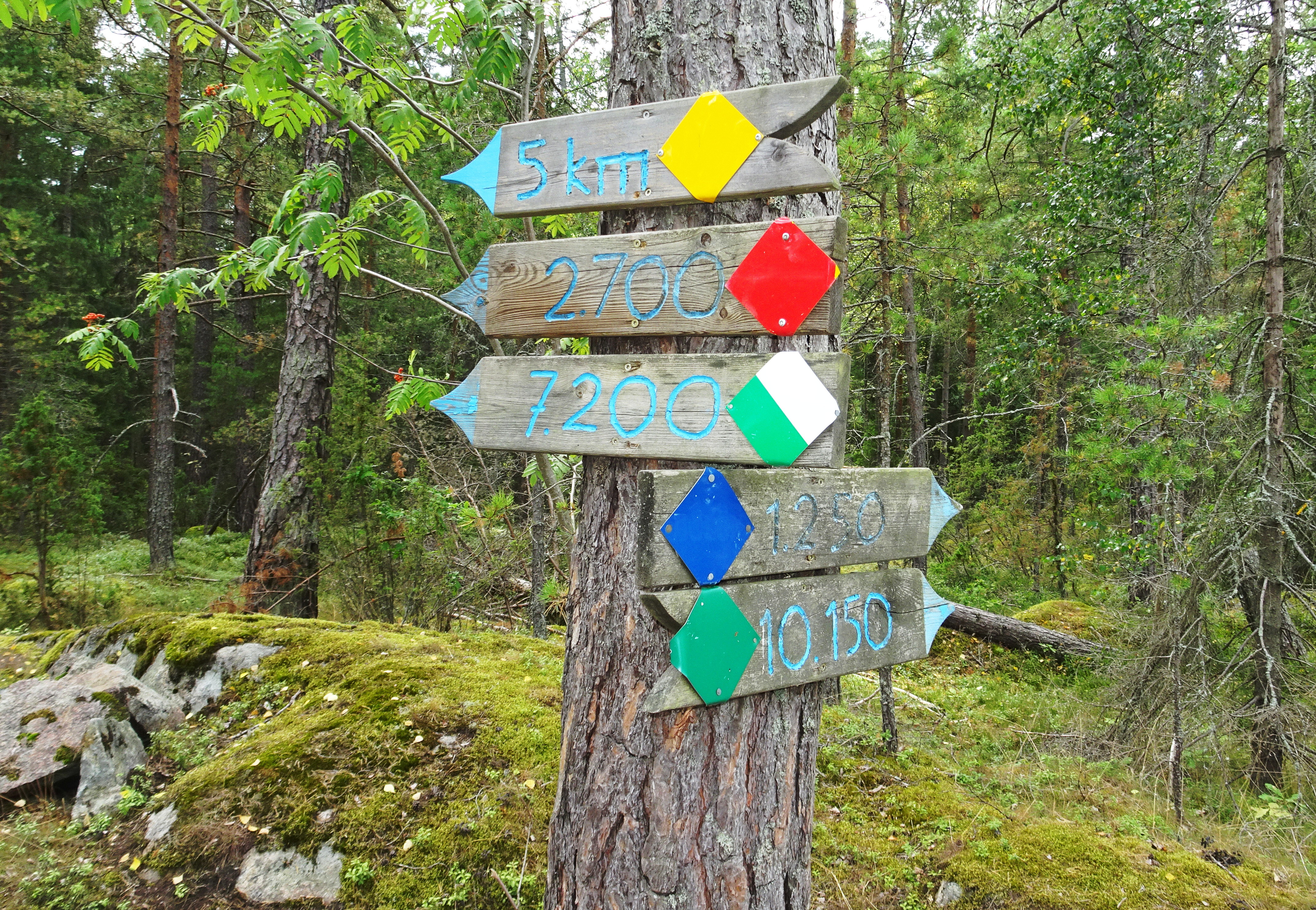
Motionsbanor.
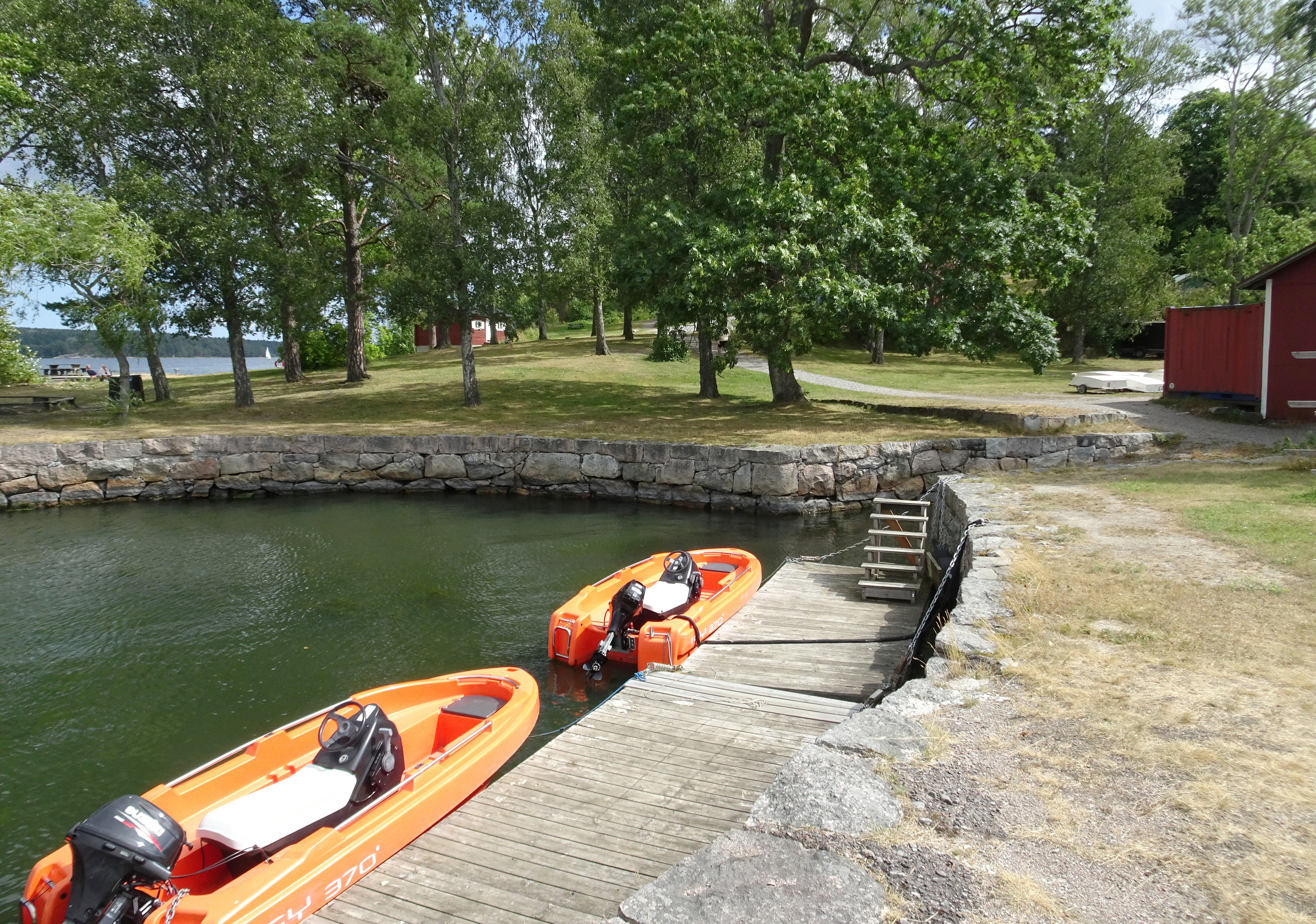
Hamnen.
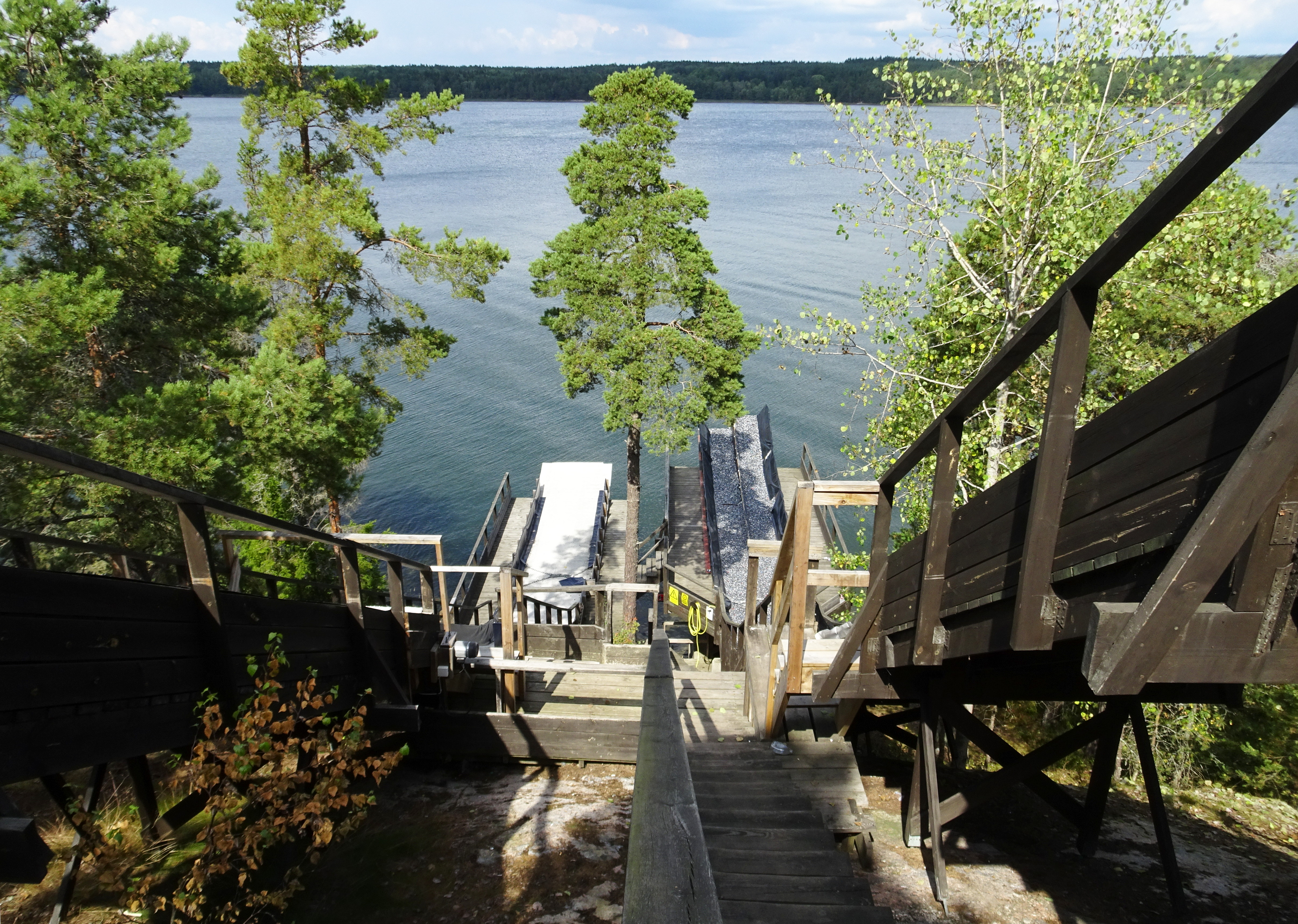
Vattenhoppet.
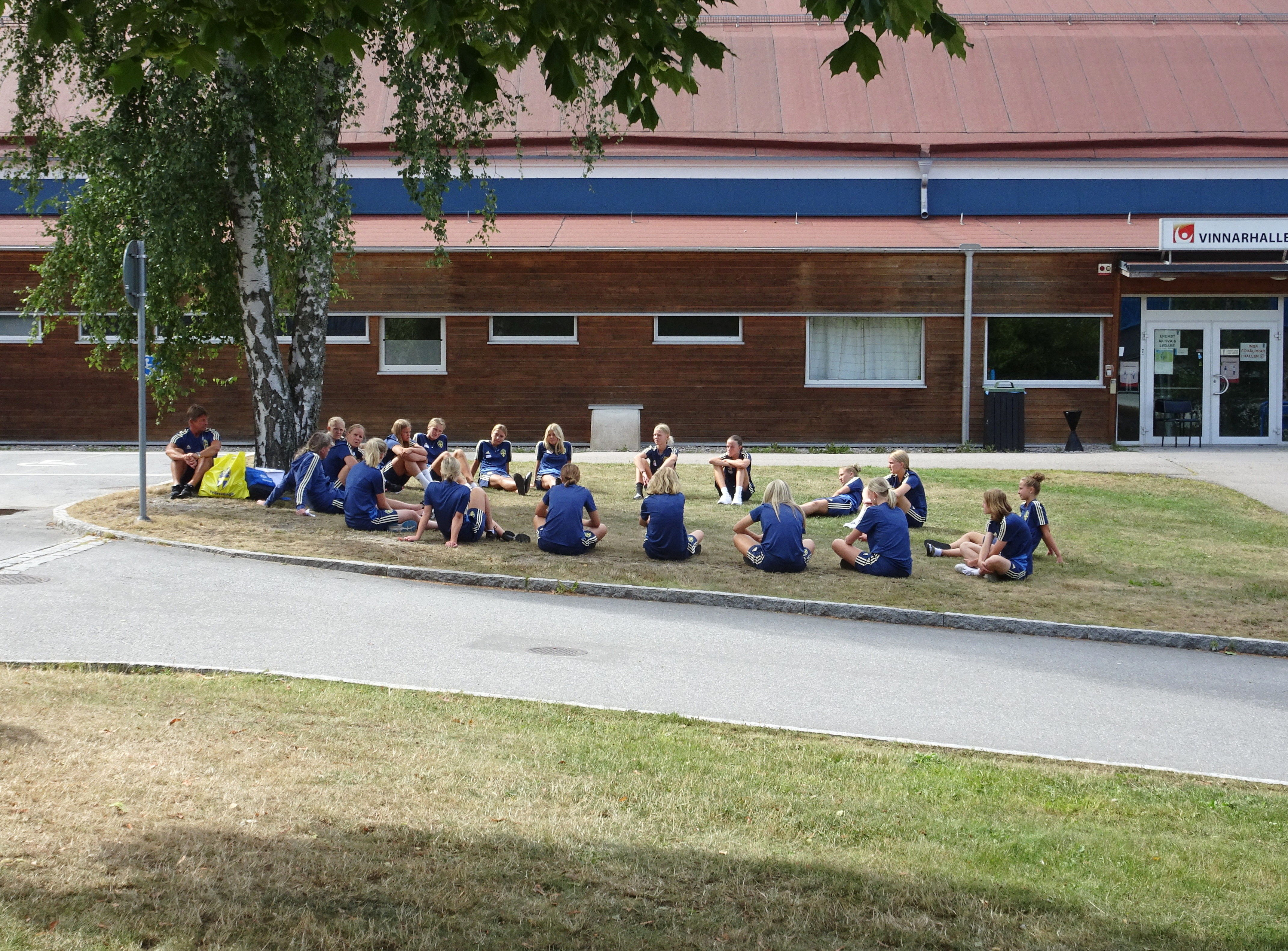
Samling under björken.